# 엘린 루벤손
엘린 잉리드 요한나 루벤손(스웨덴어: Elin Ingrid Johanna Rubensson, 1993년 5월 11일~)은 스웨덴의 여자 축구 선수로 현재 스웨덴 다말스벤스칸의 코파르베리/예테보리 FC에서 활동하고 있다. 포지션은 공격수이며, 미드필더로 뛰기도 한다.

## 클럽 경력
2010년에 FC 로셍오르드에 입단했으며 2014년 12월에 코파르베리/예테보리 FC와 2년 계약을 체결했다. 2018년 8월 4일에는 코파르베리/예테보리 FC와의 계약 기간을 5년으로 연장했다.

## 국가대표 경력
2012년 스웨덴 여자 대표팀 선수로 발탁되었으며 그 해 10월에 열린 스위스와의 친선 경기에서 요한나 알름그렌과 교체 투입되면서 A매치에 처음으로 출전했다.
캐나다에서 개최된 2015년에서는 4경기에 모두 출전했지만 스웨덴은 독일과의 16강전에서 패배하면서 탈락하고 만다. 2016년 리우데자네이루 하계 올림픽에서는 6경기에 모두 출전하여 스웨덴의 은메달에 기여했다.
네덜란드에서 개최된 UEFA 여자 유로 2017에서는 독일, 이탈리아와의 조별 예선 경기에 출전했지만 스웨덴은 네덜란드와의 8강전에서 패배하면서 탈락하고 만다. 프랑스에서 개최된 2019년 FIFA 여자 월드컵에서는 칠레, 태국과의 조별 예선 경기, 캐나다와의 16강전 경기, 독일과의 8강전 경기, 네덜란드와의 준결승전 경기에 출전했고 스웨덴이 3위를 차지하는 데에 기여했다.

## 수상

### 클럽
코파르베리/예테보리 FC
- 다말스벤스칸 4회 우승 (2010, 2011, 2013, 2014)
- 여자 스벤스카 수페르쿠펜 2회 우승 (2011, 2012)

### 국가대표
- 2012년 UEFA U-19 여자 챔피언십 우승
- 2016년 리우데자네이루 하계 올림픽 여자 축구 은메달